# Куникида Допо
Куникида Допо (на японски: 国木田 獨歩) е японски журналист, поет и писател на произведения в жанра драма. Считан е за един от основоположниците на японския натурализъм в периода Мейджи.

## Биография и творчество
Куникида Допо е роден на 30 август 1871 г. в Чьоши, Чиба, Япония. Баща му е самурай от клана Вакидзака, а майка му – дъщеря на земеделец. През 1874 г., след отмяната на самурайството, семейството се мести за известно време в Токио, а после в Ивакуни, Ямагучи, където учи. През 1888 г. напуска училище, за да помага на семейството си. През 1889 г. започва да учи английски и френски език в Токийския технически колеж (днес Университет Васеда), но през 1891 г. е изключен заради политическа дейност към студентското движение за реформи в периода Мейджи. В този период се покръства в Японската християнска църква.
В периода 1893-1894 г. е учител по английски, математика и история в Саики, но е освободен заради принадлежността му към християнската църква. Там пише първите си стихове. От 1894 г. работи като военен кореспондент на вестник „Кокумин Шимбун“ в Китайско-японската война.
През 1895 г. се жени за първата си съпруга Нобуко Сасаки. Бракът им продължава само една година, и тя го напуска заради тежкото финансово състояние на семейството. След развода публикува през 1896 г. сборник с лирика.
През 1898 г. се жени за Осаму Еномото, която по-късно публикува произведенията си под псевдонима Токуо Куникида. Имат четири деца, като четвъртото ражда след смъртта на съпруга си.
През 1898 г. започва работа в отдела политика и дипломация на вестник „Хоти Шимбун“. През 1891 г. са публикувани първите разкази на Куникида Допо, а през 1897 г. е публикуван първия му разказ – „Старият Ген“, който му носи популярност.
След 1901 г. започва да пише остро социални разкази, които изобличават пороците на съвременното му общество – „Дневникът на пияницата“ (1902), „Фаталистът“ (1903). През 1903 г. са издадени натуралистичните му романи – „Честен човек“ и „Страдание за жена“.
След Руско-японската война пише антивоенни разкази, като „Спешен въпрос“ (1906). През 1905 г. основава издателство, което фалира 2 години по-късно.
Куникида Допо умира от белодробна туберкулоза на 23 юни 1908 г. в санаториума в Чигасаки, Канагава. Погребан е в гробището Аояма в Токио.

## Произведения
частична библиография
- 抒情詩 Jojōshi (1896) – лирична поезия
- 源叔父Gen'oji
„Старият Ген“ в „Японски разкази“, изд.: „Народна култура“, София (1973), прев. Христо Кънев
- 武蔵野 Musashino (1898) – сборник разкази
- 郊外 Kōgai (1900)
- 牛肉と馬鈴薯 Gyūnikutojagaimo (1901)
- 酒中日記 Shuchūnikki (1902)
- 運命 Ummei (1903) – сборник разкази
- 正直者 Shōjiki-sha (1903)
- 女難 Jonan (1903)
- 運命論者 Unmeironsha (1903)
- 春の鳥 Haru no tori (1904)
- 渚 Nagisa (1905) – сборник разкази
- 独歩集第二 Doppo-shū dai-ni (1905) – сборник разкази
- 号外 Го:гай (1906)
- 窮死 Kyūshi (1907)
- 竹の木戸 Take no Kido (1908)
- 愛弟通信 Aitei Tsūshin (?) – сборник репортажи от 1894 г.

### Екранизации
- 1924 Shuchû nikki – история